# Interleucina 16
Interleucina 16 (IL-16) é uma citocina que é libertada por uma variedade de células, incluindo linfócitos e células epiteliares, e que é caracterizado como um quimioatractor para certas células imunitárias que expressam a molécula de superfície celular, CD4. A IL-16 foi originalmente descrita como um factor que podia atrair células T activadas, em humanos.
A partir dessa altura, esta foi mostrado que esta interleucina recrutava e activava muitas outras células que expressavam a molécula CD4, incluindo monócitos, eosinófilos e células dendríticas.  A estrutura da IL-16 foi determinada após a clonagem do gene, em 1994. Esta citocina é produzida por um péptido percursos (pro-IL-16) que requer que o processamento por uma enzima denominada caspase-3 se torne activo.